# 內階增九
大熊座π1（內階增九）是一顆位于大熊座的G型主序帶矮星，視星等為+5.63。它大約離地球46.5光年遠，並被歸納為天龍BY型變星，因此其光度會偏差0.08。大熊座π1處曾被探測到過量的紅外綫輻射，表明此系統存在著一個岩屑盤。

## 外部連結
- . =Alcyone Astronomical Software.   [2008-10-01]. （原始内容存档于2016-03-04）.
- TPF-C data for Hip 42438[永久]
- Individual results for HD 72905